# Трузсон, Пётр Христианович
Пётр Христианович Трузсон (1787—1865) — инженер-генерал, герой русско-персидской войны 1826-1828 годов, комендант Бобруйской крепости.

## Биография
Сын генерал-лейтенанта Христиана Ивановича Трузсона. В военную службу вступил в 1786 году капралом в лейб-гвардии Конном полку, 10 февраля 1796 года произведён в подпоручики Инженерного корпуса.
Принимал участие в кампаниях в Австрии в 1805 году, против Швеции в 1808 году и на Дунае в 1810—1812 годах. Затем сражался с французами в Отечественную войну 1812 года (за отличие произведён в полковники) и последующих Заграничных походах 1813 и 1814 годов.
С 1821 года Трузсон служил в инженерах Отдельного Кавказского корпуса, в 1826 году был назначен начальником инженеров 2-й армии и 12 августа 1827 года произведён в генерал-майоры. В этой должности сражался с персами в Азербайджане и Армении. 26 ноября 1826 года награждён орденом св. Георгия 4-й степени (№ 3878 по кавалерскому списку Григоровича — Степанова), а 29 октября следующего года был удостоен того же ордена 3-й степени (№ 400 по кавалерским спискам):
За отличную храбрость и распорядительность, оказанные при осаде и взятии крепости Эривани 1 октября 1827 года.
Также 1 января 1828 года он был пожалован золотой шпагой с алмазными украшениями и надписью «За храбрость».
В 1840 году Трузсон был назначен комендантом Бобруйской крепости и 16 апреля следующего года произведён в генерал-лейтенанты. Должность коменданта он занимал свыше 20 лет до глубокой старости, став на 1863 год старейшим находящимся на службе генерал-лейтенантом. 6 ноября 1863 года престарелый Трузсон был произведён в инженер-генералы и уволен от должности c зачислением в запасные войска по инженерному корпусу, в которых и состоял вплоть до своей кончины в сентябре 1865 года.
Его брат Иван был генерал-лейтенантом и был председателем Инженерного отделения Военно-учёного комитета.